# Општина Расучени (Ђурђу)
Расучени (рум. Răsuceni) општина је у Румунији у округу Ђурђу.
Oпштина се налази на надморској висини од 81 m.